# Huis te Zaanen
Huis te Zaanen is een gebouw gelegen in het Zaanenpark in Haarlem. Mogelijk functioneerde het huidige gebouw als een poortgebouw dat toegang gaf tot een erachter gelegen  voormalig kasteel van de heerlijkheid te Zaanen. Een tijdlang is het Huis omringd geweest door een slotgracht.

## Geschiedenis
Zaanen was een heerlijkheid in Haarlem. In 1296 werd het zich hier bevindende kasteel verwoest uit wraak omdat Willem Zaanen deel uitmaakte van het complot van edelen om Floris V te vermoorden.
Op 12 december 1572 namen de Spaanse troepen het gebouw in bezit ten behoeve van het beleg van de stad Haarlem. Nadat de bewoners van Haarlem de strijd door honger moesten opgeven, namen de Spanjaarden de stad in en verwoestten Huis te Zaanen.
In 1854 koopt Peter van Velsen (1801-1867) via de makelaar Jan Dingen aan de Reguliersgracht te Amsterdam Huis te Zaanen onder de gemeente Schooten. Het staat als volgt omschreven in het Jaarboek van Haarlem 1973.
Op 6 november gaat Peter van Velsen naar het notariskantoor Frederik Franke, Herengracht 169 te Amsterdam om de akte van overdracht te tekenen van:
Eerstelijk: de ambachtsheerlijkheid Zaanen in de provincie Noord-Holland, nabij de stad Haarlem voormaals ter leen gehouden van de Staten van Holland en West-Friesland strekkende van de voormalige Vreedsloot tot aan het Spaarne met alle rechten  en geregtigheden daaraan verknogt.
Ten Tweede: de Hofstede  of 't Huis te Zaaen met Herenhuizinge waarbij aanleg tot vermaak met daarin gelegen waterpartij, moestuin enz. en uitnemende teelgronden, bouwmanswoning met stallen voor hoornvee en paarden, erf, werf, benevens een partij weltoegemaakt wei of hooiland en verdere aanhorigheden; alles gelegen ij de Heerlijkheid Zaanen en strekkende van de straatweg van Alkmaar tot aan de Delft en het Schotenvoetpad.
Ten Derde: diverse teelgronden, behorende tot de vroegere bestaanhebbende HofstedeOud-Overton, met 3 werkmanswoningen en een stalletje en opgaand hout, gelegen aan het Schotervoetpad naast het perceel nr. 2
Twee en drie tezamen groot 18,5 bunder (H.A.)
De koopsom bedroeg  fl. 25.000,-- plus fl. 8.000,-- surplus.

## Gebruik
Huis te Zaanen werd in 1881 gekocht door A.A. Bredius, directeur van de kruitfabriek in Muiden. Het landgoed strekte zich toen uit vanaf de Delft tot aan de Rijksstraatweg. 
Later werd het verkocht aan de gemeente Schoten onder voorwaarde dat het een educatieve functie zou krijgen. Tussen 1930 en 1988 is het huis in gebruik geweest als een van de locaties van de stadsbibliotheek. Thans is het huis gesplitst in twee woonappartementen op de bovenetage, terwijl de benedenverdieping als vergaderruimte wordt verhuurd.